# Concerto per violino e orchestra n. 2 (Šostakovič)
Il Concerto per violino e orchestra n. 2 in do diesis minore, Op. 129, è stato l'ultimo concerto di Dmitrij Dmitrievič Šostakovič. Lo scrisse nella primavera del 1967 come regalo per i 60 anni del suo dedicatario, David Ojstrakh. Fu presentato per la prima volta ufficiosamente a Bolshevo, vicino a Mosca, il 13 settembre 1967 e ufficialmente il 26 settembre da Oistrakh e dall'Orchestra Filarmonica di Mosca sotto la direzione di Kirill Kondrashin a Mosca.

## Orchestrazione e struttura
Il concerto è orchestrato per violino solista, ottavino, flauto, due oboi, due clarinetti, due fagotti, controfagotto, quattro corni, timpani, tamburo tom-tom e archi.
Dura circa 30 minuti ed è composto da tre movimenti:
- Moderato
- Adagio
- Adagio — Allegro

## Analisi musicale
La tonalità di do diesis minore non è naturale sul violino e potrebbe essere stata pensata per ricordare il Quartetto per archi Opus 131 di Beethoven, la Quinta Sinfonia di Mahler o la Sinfonia n. 7 di Prokof'ev, un'opera che gli piaceva molto.
Il primo movimento è in forma di sonata, e fa riferimento alla quinta Sinfonia del compositore; si conclude con una cadenza contrappuntistica. L'Adagio è diviso in tre parti, con una cadenza centrale accompagnata. Il movimento finale è un rondò complesso. Ha un'introduzione lenta, tre episodi tra i ritornelli e un'ulteriore lunga cadenza prima del terzo episodio che riprende il tema iniziale dell’opera.